# Mandato de sangre
Mandato de sangre es el sexto libro del uruguayo Fernando Amado, publicado por la editorial Sudamericana el 22 de noviembre de 2012.

## Reseña
Mandato de sangre. El poder de los judíos en el Uruguay es una investigación del politólogo, escritor y político uruguayo Fernando Amado sobre la colectividad judía en Uruguay, basado en entrevistas y testimonios de judíos o descendientes de judíos. El libro recopila sucesos y anécdotas, lista las personalidades uruguayas pertenecientes a la comunidad judía en el país como Freddy Nieuchowicz, Roberto Kreimerman,  Ricardo Ehrlich o Daniel Olesker, entre otros,
y describe instituciones relacionadas con la comunidad, como el Comité Central Israelita del Uruguay.
En 2012 el libro tuvo un adelanto en Feria Internacional del Libro en la Intendencia de Montevideo organizada por la Cámara Uruguaya del Libro.
En 2013, fue presentado en el Ateneo de Salto. El libro también se encuentra disponible en formato digital. Se mantuvo como superventas, número uno y entre los más vendidos en Uruguay en diciembre de 2012.